# Інкерман (Пенсільванія)
Інкерман (англ. Inkerman) — переписна місцевість (CDP) в США, в окрузі Лузерн штату Пенсільванія. Населення — 1720 осіб (2020).

## Географія
Інкерман розташований за координатами 41°17′49″ пн. ш. 75°49′0″ зх. д. / 41.29694° пн. ш. 75.81667° зх. д. (41.296815, -75.816676).  За даними Бюро перепису населення США в 2010 році переписна місцевість мала площу 1,91 км², уся площа — суходіл.

## Демографія
Згідно з переписом 2010 року, у переписній місцевості мешкало 1819 осіб у 825 домогосподарствах у складі 424 родин. Густота населення становила 951 особа/км².  Було 899 помешкань (470/км²).
Расовий склад населення:
| - 98,0 % — білих - 0,8 % — чорних або афроамериканців - 0,5 % — азіатів |

До двох чи більше рас належало 0,7 %. Частка іспаномовних становила 1,2 % від усіх жителів.
За віковим діапазоном населення розподілялося таким чином: 13,7 % — особи молодші 18 років, 47,5 % — особи у віці 18—64 років, 38,8 % — особи у віці 65 років та старші. Медіана віку мешканця становила 56,0 року. На 100 осіб жіночої статі у переписній місцевості припадало 75,6 чоловіків;  на 100 жінок у віці від 18 років та старших — 70,3 чоловіків також старших 18 років.
Середній дохід на одне домашнє господарство  становив 52 849 доларів США (медіана — 36 067), а середній дохід на одну сім'ю — 65 424 долари (медіана — 41 234). За межею бідності перебувало 12,2 % осіб, у тому числі 28,0 % дітей у віці до 18 років та 0,0 % осіб у віці 65 років та старших.
Цивільне працевлаштоване населення становило 606 осіб. Основні галузі зайнятості: освіта, охорона здоров'я та соціальна допомога — 22,6 %, мистецтво, розваги та відпочинок — 14,7 %, транспорт — 14,2 %.